# Pastwiska (województwo warmińsko-mazurskie)
Pastwiska (niem. Milchbude) – wieś w Polsce położona w województwie warmińsko-mazurskim, w powiecie kętrzyńskim, w gminie Barciany. Miejscowość wchodzi w skład sołectwa Ogródki.
W latach 1975–1998 miejscowość administracyjnie należała do województwa olsztyńskiego.